# Cumpăna
Cumpăna est une commune du județ de Constanța en Roumanie.